# تیم ملی والیبال مردان اسپانیا
تیم ملی والیبال مردان اسپانیا یک تیم والیبال متشکل از مردان والیبالیست کشور اسپانیا است که به نمایندگی از این کشور در میادین بین‌المللی حاضر می‌شود. رده‌بندی جهانی اف‌آی‌وی‌بی این تیم در ۲۲ ژوئیه سال ۲۰۱۳، ۲۵ بوده است.

## نتایج

### بازی‌های المپیک
- ۱۹۶۴ – ۱۹۸۸ — حضور نداشت
- ۱۹۹۲ — جایگاه ۸ام
- ۱۹۹۶ – حضور نداشت
- ۲۰۰۰ – جایگاه ۹ام
- ۲۰۰۴ – ۲۰۱۲ — حضور نداشت